# Якулов, Георгий Богданович
Гео́ргий Богда́нович Яку́лов  также известен как Георгий Богданович Якулян (арм. Յակուլյան Գևորգ Բոգդանի; 2 [14] января 1884, Тифлис — 28 декабря 1928[…], Эривань) — русский и советский художник, живописец, график, декоратор, сценограф, теоретик искусства. Близкий к кругу новаторов-авангардистов, активно взаимодействовал с разными художественными течениями (кубизм, футуризм, имажинизм, конструктивизм), но не входил ни в одну из художественных группировок, искал собственный изобразительный метод, сочетавший культуру Востока и культуру Запада. Выдвинутые им идеи «теории света и происхождения стилей в искусстве», получившие название «теории разноцветных солнц», отчасти совпадали с идеологией орфизма, разработанной французским художником Робером Делоне.

## Биография

### Ранние годы
Родился в армянской семье известного адвоката Богдана Галустовича Якулова (Якуляна): был самым младшим, девятым ребёнком, баловнем и любимцем родителей. Отец умер в 1893 году, и мать, Сусанна Артемьевна (урождённая Кананова), взяв с собой шестерых детей, переехала в Москву, где Георгия в том же году определили в интернат Лазаревского института восточных языков (в 1898 году исключён из шестого класса за неподчинение правилам интерната). В отличие от старших братьев, Александра и Якова (1875—?), избраших юридическую карьеру, Георгий проявил интерес к искусству и в 1901 году, после двухмесячных занятий в школе Константина Юона, поступил в Московское училище живописи, ваяния и зодчества, однако за непосещение занятий в апреле 1903 года был отчислен из головного класса живописного отделения и вскоре призван в армию. Служил на Кавказе (где ему удавалось заниматься живописью), участвовал в русско-японской войне, в бою под Харбином получил ранение и в 1905 году вернулся в Москву.

### Становление художника
Первая же работа «Скачки», созданная Георгием Якуловым по возвращении в Москву и показанная им весной 1907 года на XIV выставке «Московского товарищества художников», обратила на себя внимание в художественных кругах и была отмечена Павлом Муратовым в журнале «Весы»: «Парадоксальный рисунок „Скачки“ Г. Якулова проведён остро, художник интересно применил к своей теме цветные пятна китайских ваз». Сильное впечатление на современников произвела яркая зрелищность и органичность, с которой Якулов связал в этой работе традиции Востока с эстетикой позднего модерна, и когда в 1908 году Казимир Малевич показал свои плоскостные гуаши с развлекающейся толпой, они были восприняты, как подражание Якулову.
Творческий успех художник закрепил участием на выставке «Стефанос (Венок)» (декабрь 1907 — февраль 1908) целым рядом графических и живописных произведений («Человек толпы», «Петухи», «Сухум под снегом», «Сад Эрмитаж», «Арабская симфония» и др.), но теперь Муратов весьма сдержанно отозвался о недавнем дебютанте, в котором, по мнению критика, «странно смешаны острота и вялость, оригинальность и подражательность».
С самых ранних работ Якулов удивлял присущими его манере сочетаниями несочетаемого: в небольшой, напоминающей старинную миниатюру, «Улице» (1909) подчёркнутая декоративность эмалевой раскраски соединялась с приёмами передачи световоздушной среды, реалистичность многоэтажного здания переднего плана — с полуфантастическим видом «на голубую улицу-чашу, в которой не столько движутся, сколько покоятся чёрно-красно-белые экипажи с нарядными седоками и пешеходами». На выставке «Венок» он сблизился с художниками объединения «Голубая роза» — М. Сарьяном, П. Кузнецовым, Н. Сапуновым, С. Судейкиным, Н. Крымовым.
Во второй половине 1900-х Якулов впервые выступил как архитектурный декоратор, оформив помещение на «Вечере русских литераторов» (1907) и сделал первые шаги в книжной графике — небольшими работами в журналах «Весы» и «Золотое руно». В 1908 году его произведения были представлены на VI выставке Союза русских художников, в 1909 году — на выставке «Сецессион» в Вене. Весной 1911 года Г. Якулов совместно с П. Кончаловским, А. Лентуловым, М. Ларионовым, Н. Гончаровой, К. Малевичем, А. Экстер экспонировался в выставке «Московский салон», а затем на выставках «Второго Салона» В. А. Издебского в Одессе, Николаеве и Херсоне. В 1911—1914 годах Г. Якулов совместно с М. Ларионовым и Н. Гончаровой принимали участие в шести выставках «Мира искусства», представляя «левое» крыло этого объединения.
В 1908 году он совершил поездку в Италию (посетив Венецию. Падую, Флоренцию, Сиену и Рим), в 1911—1913 годах подолгу бывал в Париже (где познакомился и общался с Робером Делоне и Соней Делоне)), в 1913 году принимал участие в Осеннем салоне «Штурм» в Берлине. В 1913 году Якулов вместе с голуборозовцами Сарьяном и Н. Милиоти иллюстрировал книгу стихов «Пурпур Киферы» В. Эльснера, с Судейкиным создал декорации театрализованной программы «Собачья карусель» в артистическом кабаре «Бродячая собака» в Петербурге.
В конце декабря 1913 года на собраниях в «Бродячей собаке» возникла полемика о приоритете идей, выдвинутых Р. Делоне в его теории «симультанизма и орфизма» — после доклада филолога А. А. Смирнова (22 декабря), обнародовавшего концепцию Делоне, Якулов выступил с протестом против присвоения идей собственной теории, которую неделю спустя, 30 декабря, изложил в докладе: «Естественный свет (архаический солнечный), искусственный свет (современный электрический)». В связи с приездом в Санкт-Петербург и предстоящими выступлениями лидера футуристов Ф. Маринетти 1 января 1914 года Якулов вместе с «будетлянами» А. Лурье и Б. Лившицем написал манифест «Мы и Запад», выпущенный вскоре на трёх языках (русском, французском и итальянском) и затем перепечатанный Г. Аполлинером в Mercure de France. Годы спустя Лившиц кратко, но выразительно охарактеризовал соавтора этого манифеста: «Не в пример большинству живописцев, Якулов обладал даром обобщения и умел связно излагать свои мысли».
В начале 1914 года в альманахе «Альциона» Георгий Якулов выступил со статьёй-эссе «Голубое солнце», первой в цикле работ, излагающих теорию «разноцветных солнц»: вслед за «голубым солнцем» Китая он предполагал писать о «розовом» солнце Грузии, «жёлтом» — Индии, но в таком виде замысел не был осуществлён, и лишь в 1922 году художником была опубликована статья, развивающая его теорию — «Ars solis. Спорады цветописца».
C первых же дней Первой мировой войны Якулов вновь в действующей армии, в чине прапорщика состоял ординарцем при командире отдельной части в Восточной Пруссии. Дважды под ним убивали лошадь; за храбрость он был произведён сначала в подпоручики, затем в поручики и в начале ноября представлен к Георгиевскому кресту. 9 ноября 1914 года он получил тяжёлое ранение в грудь: пуля задела легкое (что в последующие годы способствовало возникновению туберкулёза). Вылечившись после ранения, художник провёл отпуск в Москве, создал ряд эскизов и рисунков, с которыми участвовал в начале 1915 года в «Выставке картин и скульптур русских художников в пользу пострадавших от войны бельгийцев», «Выставке живописи 1915 год» (обе в Москве) и «Выставке картин левых течений» в художественном бюро Н. Е. Добычиной (в Петрограде). В марте 1915 года вернулся на фронт, в последующие свои отпуска, весной 1916 и 1917 годов принимал участие в выставках «Мира искусства» в Петрограде. В июне 1917 года решением Временного правительства в составе группы художников штабс-капитан Георгий Якулов окончательно отозван из действующей армии.

### Годы расцвета
Одной из «особых точек» в творческой биографии Георгия Якулова, обозначившей переход художника от станковой живописи к театрально-декорационному и монументальному искусству стала его работа по оформлению московского артистического кафе «Питтореск» (pittoresque — «живописный»). Еще в дореволюционные годы Якулов в качестве декоратора оформил ряд клубных интерьеров для различных благотворительных и зрелищных мероприятий — вечер на тему «Китай» в Охотничьем клубе (1908/1909), там же «Тифлисский Майдан» совместно с Б. Лопатинским и А. Лентуловым (1912), «Ночь в Испании» в Купеческом клубе совместно с П. Кончаловским (1912) и др. Переоборудование высокого зала бывшего Пассажа Сан-Галли на Кузнецком Мосту, напоминавшего современникам вокзальный перрон, в кафе с эстрадой (по заказу Н. Филиппова, одного из наследников знаменитого московского булочника) было проектом не только более масштабным, но и особой профессиональной сложности.

 «Войдя в помещение, я увидел, что это здание образовалось из пространства между двумя домами, окна которых выходили в это помещение, а полукруглый стеклянный потолок, как у оранжереи, образован был железными дугами. Имея из своего прошлого опыт в декорировке, я обратил внимание на квадратные решётки стекол, назойливость которых нельзя было изменить никакими силами иначе, как вплести их в общую композицию. Для этого надо было ввести этот принцип решётки и планок в декорировку. Архитектура подобного порядка была хорошо известна по китайским образцам, и я прибег к этой форме. Ввиду невозможности заказать арматуру и видя пошлость существующей, я решил сделать её из отвлечённых форм и построить её на вращающихся частях. <…> Таким образом, была рождена форма, получившая впоследствии наименование „конструктивной“»— Георгий Якулов. Автобиография (1928)
В оформлении кафе «Питтореск» Г. Якулов выступил как автор проекта и руководитель работ, продолжавшихся с июля 1917 по январь 1918 года, и привлёк к их выполнению большую группу художников-конструктивистов и беспредметников: Л. Бруни, К. Богуславскую, С. Дымшиц-Толстую, Л. Голова, В. Татлина, Н. Удальцову, Б. Шапошникова, А. Рыбникова. Вместе с Татлиным в росписях стеклянного потолка принимал участие А. Осмёркин, А. Родченко занимался разработкой светильников по черновым наброскам Якулова (это была его первая дизайнерская работа), в создании люстр помогал скульптор П. Бромирский, вращающиеся элементы декоративного решения зала воплощал в материале Н. Голощапов. Для художников, приглашённых Якуловым, это была возможность не только заработать, но и реализовать в материале идеи, которые прежде они разрабатывали только в эскизах.
Общее оформительское решение Якулова отделило декорирование от стен и вывело его в конструктивно и динамично организованное пространство зала. Но декоративность, как художественный принцип, сохранялась, что противоречило магистральной идеологии конструктивистов и привело к чисто формальному участию в работе над кафе «Питтореск» их лидера Татлина.
Открытие кафе состоялось 30 января 1918 года. На эстраде ежедневно играл струнный квартет, разыгрывались артистические представления, литераторы читали свои произведения, проходили диспуты. Здесь выступали А. Луначарский, В. Брюсов, В. Маяковский, С. Есенин, В. Каменский, Вс. Мейерхольд, А. Таиров, часто бывали А. Мариенгоф, В. Шершеневич, Д. Штеренберг, А. Лентулов, К. Малевич, М. Сарьян, А. Щусев, М. Ипполитов-Иванов, В Качалов, И. Москвин, В. Массалитинова, А. Дикий, А. Коонен и многие другие. Яркая, зрелищная и новаторская работа над созданием кафе «Питтореск» выдвинула Якулова и в творческом, и в профессионально-цеховом, и в общественно-культурном отношении в центр художественной жизни Москвы: в оформлении кафе «Якулов разблистался сразу, легко и щедро. Его путь был ясен» — писал А. Эфрос.
Осенью 1918 года кафе «Питтореск», в связи со сменой владельца и угрозой реорганизации в варьете, было передано Театральному отделу Наркомпроса и переименовано в клуб-мастерскую «Красный петух». В 1-ю годовщину Октябрьской революции здесь прошла премьера поставленного А. Таировым спектакля «Зелёный попугай» (по пьесе А. Шницлера) в декорациях Г. Якулова. До этого, весной 1918 года, первой театральной работой художника, по инициативе Мейерхольда, стало оформление им спектакля «Обмен» (совместная постановка Мейерхольда и Таирова по пьесе П. Клоделя) — в Камерном театре.
В «Красном петухе» произошла первая встреча Якулова с Есениным, в дальнейшем перешедшая в большую дружбу. Якулов сближается с группой имажинистов и 30 января 1919 года подписывает совместно с С. Есениным, А. Мариенгофом, Рюриком Ивневым, В. Шершеневичем и Б. Эрдманом «Декларацию» имажинистов — в ней констатировалась «смерть футуризма», а современная живопись характеризовалась как «кубики да переводы Пикассо на язык родных осин». В том же году имажинисты решили утроить на Тверской улице своё кафе «Стойло Пегаса». Стены кафе были расписаны по эскизам Якулова и под каждым живописным панно помещались стихи поэтов; «Стойло Пегаса» открылось в декабре 1919 года. В 1920 году художник получает большую мастерскую в доме № 10 на Большой Садовой улице, в том же году женится на Наталии Шиф, а в сентябре 1921 года на одном из вечеров в якуловской мастерской Сергей Есенин знакомится с Айседорой Дункан.
В 1920—1921 годах Якулов оформлял книги Мариенгофа «Руки с галстуком» и «Тучелёт», в 1922 году участвовал статьей «Ars Solis» и двумя рисунками театральных декораций в первом номере журнала имажинистов «Гостиница для путешествующих в прекрасном».
В период 1918—1920 Якулов отдал дань преподавательской работе: вместе с П. Кузнецовым, А. Лентуловым, П. Кончаловским, В. Фаворским, А. Архиповым и другими известными художниками он становится профессором Первых свободных государственных художественных мастерских, образованных на основе бывшего Строгановского художественно-промышленного училища.
Якулов вёл мастерскую театрально-декоративного искусства: в числе его учеников были братья Владимир и Георгий Стенберги, Николай Денисовский, Константин Медунецкий, Сергей Светлов — все они вошли в группу ОБМОХУ, их учитель принимал участие в выставках группы 1919 и 1921 годов, а мастерская профессора Якулова была премирована Театральным Отделом Наркомпроса за конкурсную работу макета к спектаклю «Царь Эдип» (1920).
Самым продуктивным этапом творческой деятельности Георгия Якулова стала его работа театральным художником. С 1918 по 1926 год он принял участие в 20 постановках московских театров (часть из них не была осуществлена, но воплотилась в эскизах декораций и костюмов, выполненных Якуловым). Присутствие Георгия Богдановича на московских подмостках «временами выглядело едва ли не тотально», и в 1923 году критика писала о «якуловизации театра».
В 1918 году, помимо «Обмена» и «Зелёного попугая», он работал над спектаклем «Севильский обольститель, или Каменный гость» Тирсо де Молина (постановка А. Чаброва; не осуществлена).
1919: «Мера за меру» У. Шекспира (Государственный Показательный театр, постановка И. Худолеева и В. Сахновского).
1919—1920: «Гамлет» Шекспира (Театр РСФСР 1-й, постановка В. Бебутова и Вс. Мейерхольда — не осуществлена).
1920: «Принцесса Брамбилла», каприччио по Э. Т. А. Гофману (Камерный театр, постановка А. Таирова); «Царь Эдип» Софокла (Театр б. Корша, постановка Худолеева); «Мистерия-буфф» В. Маяковского (Театр РСФСР 1-й, постановка Мейерхольда и Бебутова — не осуществлена).
1921: «Риенци», опера Р. Вагнера (Театр РСФСР 1-й, постановка Мейерхольда — в декорациях и костюмах не осуществлена).
1922: «Синьор Формика», по Гофману (Камерный театр, постановка Таирова); «Жирофле-Жирофля», оперетта Ш. Лекока (Камерный театр, постановка Таирова). В августе того же года Камерный театр устроил персональную выставку Георгия Якулова, представившего более 200 произведений живописи, эскизов и макетов декораций, костюмов; художник Н. Денисовский написал для выставки портрет учителя в полный рост на фоне афиши для «Питтореска».
1923: «Иудейская вдова» Г. Кайзера (Театр б. Корша, постановка В. Мчеделова и В. Сахновского); «Риенци», опера Вагнера («Свободная опера Зимина», постановка И. Просторова); «Вечный жид» Д. Пинского по Эжену Сю (театр «Габима», постановка Мчеделова); «Кармен», балет Э. Эспозито (балетная труппа В. Кригер и М. Мордкина, постановка М. Мордкина — не осуществлена).
1924: «Прекрасная Елена» Ж. Оффенбаха (Экспериментальный театр / филиал Большого театра, постановка Б. Сушкевича); «Принцесса Турандот» К. Гоцци (постановка не осуществлена).
1925: «Зелёный остров» Ш. Лекока (Театр музыкальной комедии, постановка: Г. Ярона); «Король Лир» Шекспира (неосуществлённая постановка).
1926: «Розита» А. Глобы (Камерный театр, постановка Таирова); «Шейлок» («Венецианский купец») Шекспира (Белорусский государственный еврейский театр, постановка В. Сахновского, М. Рафальского).
Парадоксальный и темпераментный Якулов был одной из самых своеобразных фигур послереволюционной Москвы:

 «Он был в хорошем смысле богемой, я бы сказала — парижского толка. Богемой по образу жизни, по складу души, ума и отношения к людям и искусству. Он не был художником-схимником и подвижником — был талантливым преуспевающим профессионалом. Всегда острый, мобилизованный на споры об искусстве, на выдумки, пирушки и доброту. Человек компанейский, весёлый, циник, чаровник. Умел не по-торгашески и без унижений устраивать свои денежные дела, и всегда, всегда — художник!»— Валентина Ходасевич.
При этом Якулов не оставался в стороне от общественных устремлений новой эпохи и проявил себя «энергичным поборником прав собратьев по искусству». В 1917 году вместе с Лентуловым он избирался в художественно-просветительную комиссию при Московском Совете рабочих депутатов, затем, с Малевичем и Татлиным, — в бюро профсоюза по делам живописцев.
В 1920—1921 годах по заданию ЦК РАБИС группой художников во главе с Якуловым за шесть месяцев кропотливого труда были разработаны комплексные тарифные ставки всех рабочих процессов в живописи, скульптуре, архитектуре, печати: по признанию наркома А. Луначарского, «Система тарификации изотруда» была выполнена исчерпывающе.
Одновременно и параллельно театрально-декорационному творчеству Якулов оказался способен шагнуть и в проектно-строительную (архитектурную) сферу: в 1922 году по заданию руководителя Спортинтерна Н. Подвойского, он участвовал в подготовке проекта «Красного Стадиона» в Лужниках, в 1923—1924 годах в соавторстве с В. Щуко создал проект памятника 26-ти бакинским комиссарам. Проектирование «монумента 26-ти» Якулов считал своей капитальным работой: «Этот труд завершает собой цикл работ на протяжении всей моей художественной деятельности по созданию произведения героического пафоса».
В сентябре-октябре 1923 года Якулов и Щуко выезжали в Баку и 2 октября Исполком Бакинского Совета утвердил из трёх рассмотренных проектов памятника эскизный проект Якулова-Щуко. В августе 1924 года Якулов привёз в Баку готовый проект и макет «26-ти», 24 августа проект единогласно утверждается. Скульптурно-архитектурная конструкция будущего монумента имела асимметричную форму спирали, и этим решением Якулов фактически вступил в соревнование с Татлиным, создавшим свой макет «Башни III Интернационала» в 1920 году.
По проекту Якулова-Щуко монумент высотой около 56 метров имел шесть этажей и заканчивался открытой обзорной галереей. На первом этаже размещалась библиотека с книгохранилищем и архивом, на втором — колонный зал с хорами, на 3—6 этажах — памятные комнаты вождей революции. Снаружи спиралеобразный пандус «Дорога 26-ти» оформлялся скульптурами 26 бакинских комиссаров. Мемориал, задуманный не просто как памятник людям, а как памятник, событиям, воплотившим идеи миллионов, — «мог превращаться в центр народных форумов, массовых театральных действ, концертов, празднеств по случаю торжественных дат».
С. Есенин под впечатлением образа монумента создал свою «Балладу о двадцати шести», посвятив её своему другу: «С любовью — прекрасному художнику Г. Якулову», и в первый раз прочёл балладу в годовщину гибели комиссаров 20 сентября 1924 года на площади Свободы в Баку.
Макетами памятника 26 бакинским комиссарам и театральной декорации Якулов участвовал на Всемирной выставке в Париже (1925). До этого, в октябре 1922 года пять его картин были представлены на 1-й русской выставке в галерее «Van Diemen & Co» в Берлине, а в марте 1923 года, будучи на гастролях Камерного театра в Париже, он выставлялся в местной галерее «Guillaume». Якулов входил в состав отборочной комиссии советского раздела на подготовительном этапе к Всемирной выставке, а во время её работы был избран вице-президентом и членом жюри по Театральной Секции, а также членом жюри по Секции Архитектуры (эти международные секции размещались во дворце «Гран-Пале»). Работы Якулова, как члена международного жюри, в конкурсе не участвовали, им были присуждены Почётные дипломы (вторая по значению после Grand Prix награда) вне конкурса.

«Модели Татлина и Якулова на Международной выставке в Париже в 1925 году экспонировались в непосредственном соседстве. Якулов получил высшую архитектурную награду, Татлин — никакой. Вероятно, лёгкая и элегантная якуловская модель, изящная, как статуэтка, в большей мере отвечала вкусу французского ар деко, торжествовавшего на выставке свою победу…».
Всемирная выставка, открывшаяся 28 апреля 1925 года, работала по октябрь; Якулов приехал в Париж в июне и привёз с собой около 100 работ, предполагая организовать персональную выставку. Выставка не состоялась, но художник задержался в Париже до декабря: его известность и признание как сценографа столь высоки, что Якулов получил предложение от С. Дягилева участвовать в создании балета о жизни современной России. По заказу Дягилева он начал работать над эскизами декораций и костюмов к балету «Стальной скок», либретто которого написал совместно с композитором С. Прокофьевым. В апреле—июне 1927 года Якулов вновь выезжал в Париж, на постановку балета, премьера которого состоялась 7 июня. «Стальной скок» в хореографии Л. Мясина шёл на сцене театра Сары Бернар в Париже, затем был показан в Лондоне.
В ряду оформленных Якуловым спектаклей было несколько постановок, осуществлённых в Баку, Эриване и Тифлисе. Осенью 1923 года, во время поездки в Баку, связанной с проектированием «Памятника 26-ти», Якулов принял участие в работе над декорациями спектакля «Озеро Люль» А. Файко в Бакинском Рабочем театре (постановка Д. Гутмана, премьера 30 октября).
В октябре 1926 года Г. Якулов вместе с А. Щусевым по приглашению ЦИК Армении участвуют в жюри по конкурсным проектам Народного Дома в Эривани, после чего художник надолго задерживается в Закавказье: в конце 1926 — начале 1927 года он работает над оформлением сразу четырёх постановок в Эривани и Тифлисе: в 1-м Гос. театре Армении — «Венецианский купец» Шекспира (премьера 20 декабря 1926 г.) и «Кум Моргана» А. Ширванзаде (премьера 3 марта 1927 г.; оба спектакля поставил А. Бурджалян, Якулову в этих работах помогал молодой художник С. Аладжалов; в Государственном драматическом театре имени Ш. Руставели — «Карменсита» К. Липскерова по П. Мериме (постановка А. Ахметели, премьера 5 ноября 1927 г.) и «Дидеба Загес», кантата М. Баланчивадзе (торжественный вечер 27 февраля 1927 года в честь 6-летия ССРГ).
К концу лета 1927 года, после триумфального завершения в Париже постановки балета «Стальной скок», когда Якулов вновь рассчитывал организовать там из привезённых в 1925 году работ свою персональную выставку, из Москвы приходит известие об аресте его жены. Оставив картины в Париже на попечение М. Ларионова и Н. Гончаровой, он срочно возвращается домой. Благодаря помощи друзей и заслугам художника репрессии в отношении его жены были ограничены запрещением проживания в Москве. Якулову с большим трудом удалось поселить её в Кисловодске, но эти события резко изменили его жизнь. Он был «убит семейным горем», вспоминал о своём учителе Н. Денисовский, «Якулову был нанесён удар в спину от близкого человека, удар от которого он так и не оправился» — писал С. Аладжалов, помогавший Георгию Богдановичу в его последней работе, — над декорациями и костюмами к спектаклю «Красавица с острова Люлю» в декабре 1927 года (по роману С. Заяицкого, постановка Р. Симонова в его Театре-студии, премьера 6 ноября 1928 года).

### Кончина и проводы
Весной 1928 года Наркомпрос ходатайствовал о присвоении Г. Якулову звания заслуженного деятеля искусств, в связи с 25-летием его творческой деятельности был организован комитет по проведению юбилея под председательством А. Таирова. Однако вопрос о присвоении звания и организация юбилейного вечера затягивались, у Якулова прогрессировал туберкулёз лёгких, и в августе 1928 года он выехал на лечение в Дилижан. В Армении он сделал серию пейзажных этюдов и написал две программные статьи: «Театр и Живопись» и «Революция и Искусство».
В ноябре Якулов простужается и заболевает воспалением лёгких. В Эривани его помещают в больницу, где он составляет для юбилейного комитета подробные записки: «Моя биография и художественная деятельность», «Моя художественная деятельность с 1918—1928 гг.» и отправляет в Камерный театр, Таирову. Эти документы подвели итог творческой жизни художника: 28 декабря Георгий Якулов скончался.
Готовившееся юбилейное торжество стало гражданской панихидой. По распоряжению А. Луначарского гроб с телом художника был отправлен специальным траурным вагоном в Москву. 31 декабря в Эривани прошла церемония прощания с Якуловым — художнику отдали долг руководители Армении и друзья — М. Сарьян, А. Таманян, М. Шагинян, Е. Лансере. По пути следования в Москву траурный вагон был в Тифлисе отцеплен от поезда и 2 января, в день 45-летия Георгия Якулова, с ним прощались представители грузинской общественности — Ш. Элиава, Т. Табидзе, Л. Гудиашвили, В. Анджапаридзе, Я. Николадзе.
6 января поезд с траурным вагоном прибыл в Москву, где был создан комитет по организации похорон во главе с Луначарским. Один из организаторов необычной прощальной церемонии, ученик Якулова, художник Н. Денисовский, описал в своих воспоминаниях эту встречу, в которой были задействован оркестр из 40 кавалеристов на лошадях, 40 факелов и фура-катафалк на санях, задрапированная чёрной материей, с красным прямоугольным постаментом для гроба; по его бокам были зажжены четыре светильника, изготовленные в Камерном театре по эскизам Якулова для спектакля «Розита»:

«Катафалк везли четыре лошади, запряжённые цугом, три пары под чёрным с серебром попонами, и сопровождали их проводники в белых рединготах с металлическими пуговицами. На головах были надеты белые цилиндры. Актёры Камерного театра попарно шли в процессии с зажжёнными факелами в руках, освещая Якулову дорогу в вечность. Три чёрных квадрата на подрамках — два на три метра — были вывешены на зданиях с надписями белой краской: „Здесь жил, здесь работал, здесь учился Г. Б. Якулов“. Один щит был повешен на здании Лазаревского института в Армянском переулке, другой, на Большой Садовой, 10, где жил Якулов, и третий — на здании Камерного театра, где он работал.

…Сорок всадников военного оркестра открыли процессию, пробиваясь через толпу народа, заполнившую всю привокзальную площадь <…> Процессия двинулась на Кузнецкий мост, и когда передовая часть её с венками была уже на Петровке и подымалась вверх по Камергерскому переулку, весь Кузнецкий был в факелах и цветах, а сам гроб и провожающие были ещё в Фуркасовском переулке…».
7 января Георгий Якулов был похоронен на Новодевичьем кладбище. Комитет по увековечению его памяти ставил вопросы о памятнике художнику, об организации выставки его работ, но безрезультатно. Лишь вдове разрешили проживать в Москве и назначили пенсию.

### Семья
- Жена — Наталья Юльевна Якулова (Шиф) (1891—1974)
- Племянник — скрипач-виртуоз Александр Якулов (1927—2007).

## Судьба творческого наследия
Посмертная выставка работ Георгия Якулова в Москве не могла быть организована, так как выяснилось, что в мастерской художника после его смерти не оказалось ни одной картины, более того, практически отсутствовал и весь его творческий архив. Около 100 своих картин Якулов оставил в Париже у Михаила Ларионова и Натальи Гончаровой, но французская выставка также не состоялась, и картины Якулова после смерти Гончаровой и Ларионова перешли в собственность к их наследникам. В 1968 году А. К. Ларионова-Томилина передала в дар Третьяковской галерее 11 работ Якулова. За год до этого художник Рафаэль Херумян создал в Париже «Общество друзей Георгия Якулова» (членами которого стали Соня Делоне, супруги-искусствоведы Валентина и Жан-Клод Маркаде), в 1972 году Общество приобрело у наследников Ларионова большую часть произведений Якулова и передало их в дар Картинной галерее Армении. В 1930-х годах Робер Делоне организовал комитет по изданию монографии о Георгии Якулове, в который входили П. Пикассо, Б. Сандрар, А. Глез, М. Шагал, С. Прокофьев, однако проект не был реализован.
Разрозненные произведения художника находятся в собраниях Центра Помпиду, Русского музея, Государственного литературного музея, Пермской художественной галереи, Калужского музея изобразительных искусств, Самарского художественного музея, Краснодарского художественного музея, остаются в отечественных и зарубежных частных собраниях, однако общее количество живописных работ Якулова невелико и местонахождение многих его картин не известно.
Больше повезло театральному наследию Георгия Якулова: значительная его коллекция хранится в Театральном музее им. Бахрушина: эскизы к декорациям и сценическим костюмам, макеты, куклы, выполненные по эскизам художника. Несколько костюмов к балету «Стальной скок» находятся в Национальной галерее Австралии. Отдельные якуловские эскизы есть в собраниях Санкт-Петербургского музея театрального и музыкального искусства, музеев Большого театра и Грузинского театра имени Шоты Руставели. В Библиотеке-Музее парижской Оперы в фонде Б. Кохно хранятся два эскиза Г. Якулова к костюмам для «Стального скока», а также ряд писем художника к С. Дягилеву (три из них, имеющие существенное значение в теоретическом наследии Якулова, опубликованы в статье Г. Коваленко). Основные комплексы документов и фотографий, связанных с жизнью и творчеством Георгия Якулова хранятся в Национальной картинной галерее Армении, в Отделе рукописей Театрального музея им. Бахрушина и в РГАЛИ.
Первые ретроспективные выставки произведений художника состоялись в Ереване в 1959, 1967 и 1975 годах. В 2015 году Третьяковская галерея организовала выставку «Георгий Якулов. Мастер разноцветных солнц» Архивная копия от 29 февраля 2020 на Wayback Machine, представив около 130 произведений из нескольких музеев и частных собраний.

## Творчество

### Станковая живопись
Малое количество сохранившихся картин Г. Якулова не даёт возможности охарактеризовать его живописное творчество в целом, составить его периодизацию, соотнести с исканиями других художников и формирует убеждение в том, что, хотя Якулов и начинал как живописец, «но таланту его предстояло развиться и проявить себя по-настоящему не в станковой живописи». Попытки исследователей на столь небольшом материале выявить отличительные особенности живописного стиля художника дают противоречивые результаты: по мнению одних авторов, Якулов «оставался чуждым и кубизму, и футуризму», другие оспаривали этот взгляд анализом таких его работ конца 1910-х годов, как «Тверская», третьи считали, что «он шёл скорее от итальянской классики … Его картины „Бой амазонок“, „Жил на свете рыцарь бедный“, „Бой“, „Ломбардия“, „Тверская“ — навеяны целиком его поездкой в Венецию, Падую, Флоренцию, Рим».
В иных случаях практикуется уход от прямых сопоставлений якуловской живописи с магистральными течениями авангарда — их заменяет анализ отдельных её качеств: «Жизнь света в живописи Якулова поразительно многообразна: не только изображения самих лучей, но их преломления, рассеяния, бесконечные отражения в витринах, блестящих поверхностях… Художник вводит в свои композиции множество экранов, занавесей, штор, ширм, по-разному пропускающих и ослабляющих световые потоки. Не менее часто в живописи Якулова присутствуют системы зеркал, благодаря им световые сюжеты обретают особую драматургию, подчиняющую себе пространственные формы, вовлекающие героя в сложную пространственную интригу: „Перед зеркалом“ (Государственная картинная галерея Армении, 1920), „Портрет Алисы Коонен“ (Частн. собр., Москва, 1920) и др.»
Помимо ранних декоративных композиций, трансформировавших в западных изобразительных формах зрительные образы Востока («Петухи», «Декоративный мотив») и серии картин середины 1910-х, воплощавших в практике якуловскую теорию «разноцветных солнц» («Весенняя прогулка», «Фантазия», «Бар» — все 1915 года), сквозными темами разных лет в живописи Якулова стали урбанизм и атмосфера публичных развлечений: толпа в городских и пригородных пейзажах или в замкнутых пространствах баров и кафе, маскарад, ярмарочный балаган, персонажи итальянской комедии дель арте. Эти мотивы разрабатывались художником в многочисленных вариантах «Кафе», «Скачек», «Улиц» и в отдельных работах: «Тверская», «Цирк», «Монте-Карло» и т. д. Ироническое восприятие действительности смешивалось в этих произведениях Якулова с его бурной и сказочной фантазией, но порой переходило в мрачную экспрессию — как в годы позднего модерна, так и в новые, «конструктивистские» времена, и выводило из современного советского художественного контекста такие работы Якулова, как фантасмагорическое полотно «Человек толпы» (1922; первый вариант — 1907).

### Театрально-декорационное искусство
В театральных работах в полной мере раскрылся синтетический характер творчества Якулова. Единственное в своём роде сочетание конструктивизма с декоративизмом, бурная фантазия и практическая изобретательность, новаторские поиски и стремление сохранить родовую специфику театрального искусства, широкий интеллектуальный кругозор и живая реакция на новейшие события жизни и искусства — всё это обрело органичное целое в сценографии выдающегося театрального художника.
Якулов-сценограф стремился к соавторству с режиссёром: если в неосуществлённых постановках «Гамлета» и «Мистерии-буфф» это стало причиной конфликта с Мейерхольдом, то в партнёрстве с Таировым — привело к подлинному триумфу в спектакле «Жирофле-Жирофля». При этом Якулов не только создал феерическое зрелище, но и проявил себя как новатор сценической технологии:

«Для „Жирофле-Жирофля“ он нашел формы, которые оказались долговечнее всего, что он делал раньше. Якуловская техника пошла по всем сценам. Её продолжал сам театр в ряде следующих спектаклей, когда на смену Якулову пришли братья Стенберги, и её широко использовали другие театры в работах молодых декораторов, ухватившихся за возможности, которые давало им якуловское решение. Его суть была в трансформизме декораций. Впрочем, то, что стояло на сцене, нельзя было назвать декорациями. Это были „конструкции“ — красочные сооружения театрального характера. <…> Они работали с актёром и для актёра. Они у нас на глазах подавали то, что надо было по ходу игры. Они выдвигали одни части, убирали другие, выкатывали площадки, спускали лестницы, раскрывали люки, строили проходы, находились всегда под рукой или под ногой вместе с балюстрадой, ступенькой, штангой, прибором, к которым можно было прикоснуться, чтобы найти на мгновение точку опоры».
Карнавальная эксцентрика якуловских театральных зрелищ, показавшая себя двумя годами ранее в «Принцессе Брамбилле» и казавшаяся зрителям каскадом экспромтов, была строго организована художником: об этом свидетельствуют подготовительные эскизы с последовательной разработкой мизансцен и всех деталей пространственной композиции. Такая же тщательная проработка множества мелочей отличала подготовку Якуловым сценографии балета «Стальной скок» — все его рисунки сопровождались развёрнутыми словесными пояснениями характера взаимодействий динамики движений балетных артистов с кинетикой движущихся частей декораций, схематическими указаниями источников и направлений сложной партитуры освещения и т. д. «Стальной скок» создавался в творческом соавторстве с композитором Прокофьевым, чья музыка писалась «одновременно с сочинявшимся Якуловым сценарием — по сценам, по эпизодам», и впервые в истории дягилевских «Русских балетов» сценарием предписывалось «буквально по секундам не только развитие сюжета, но и характер движений и количество действующих лиц».
Кинетические приёмы якуловской сценографии достигли в «Стальном скоке» предельного усиления: критика отмечала, что на каждом участке и на каждом уровне пространства «что-то происходит одновременно и часто совершенно независимо от происходящего рядом». Но этот радикальный конструктивистский эксперимент Якулова, остался лишь эпизодом в его театральной работе. Он «не закреплял за собой занятых позиций», не повторялся. Исчерпав один художественны приём, параллельно разрабатывал другой, в зависимости от жанровой специфики той или иной пьесы.
Когда Якулов обращался к трагедии, требовавшей скупых формальных решений, его сценография — в «Царе Эдипе» или в неосуществлённой постановке «Гамлета» — не допускала дробности форм, цветовая лаконичность декораций предоставляла всю красочную силу освещению. С ещё большей монументальностью Якулов планировал изобразительное решение оперы «Риэнци», сцена которой в неосуществлённой постановке Мейерхольда должна была превратиться в арену с амфитеатром. Но и второй вариант декораций, реализованный в Свободной опере Зимина, был выдержан художником в строгих формах и сохранил героический пафос изначального замысла.

### Теоретические идеи
Несмотря на значительное количество выступлений Якулова в печати, систематического изложения своих теоретических взглядов он не осуществил. Теория «разноцветных солнц», заявленная им в статьях «Голубое солнце» и «Ars solis. Спорады цветописца», осталась незавершённой и, по мнению исследователей, была не столько теорией, сколько изложением философских идей художника о стилевых различиях культур разных регионов в причудливой терминологии собственного изобретения. Согласно краткой и обобщающей формулировке его товарища-футуриста Б. Лившица, у Якулова «была своеобразная гносеологическая концепция, противопоставляющая искусство Запада, как воплощения геометрического восприятия, направляющегося от объекта к субъекту, — искусству Востока, мировосприятию алгебраическому, идущему от субъекта к объекту». В более конкретных вопросах — различения родов живописи прежних эпох по преобладающим цветовым спектрам и поиска цветопространственных решений для современной живописи «электрического солнца» — Якулов, по данным своей автобиографии и по свидетельствам М. Ларионова, летом 1913 года сотрудничал с Р. Делоне, параллельно разрабатывавшим свою теорию симультанизма, но, в отличие от французского коллеги, своими идеями заметного влияния на творчество других художников не оказал.
В то же время в ряде статей Якулова, посвящённых искусству театра, в материалах его выступлений, незавершённых работ и писем содержится множество теоретических высказываний, связанных с практическими вопросами театральной работы, зачастую взаимодополняющих друг друга и в комплексе составляющих единое целое. В конце лекции, прочитанной в 1926 году труппе только что созданного Белорусского еврейского театра Якулов, отвечая на вопрос, делает краткое замечание: «у нас путают кинетику с динамикой», оставленное в тот момент без пояснений. В написанной незадолго до смерти работе «Театр и живопись» (опубликованной в 2010 году в книге В. Бадалян) Якулов подробно разъясняет связку этих концептуальных в его теоретической системе понятий, осмысленных им независимо от тогда ещё не возникшего кинетического искусства:

«Кинетика — область сознания, рифмования и метрирования. Динамика — завод часовой пружины, кинетика — показательное движение стрелок по циферблату. Динамика существует „рассудку вопреки, наперекор стихиям“. Кинетика же, наоборот, подчиняет всё рассудку и обязательно считается со стихией. <…> В новом эксцентрическом театре актёр должен управлять декорацией совершенно так, как пилот аэропланом. Декорации и костюмы должны быть кинетичны и лишь один актёр динамичен».
Характеризуя в той же лекции темп зрительского восприятия в разные исторические эпохи простым сравнением скорости движения колеса автомобиля относительно колеса арбы, Якулов делает основополагающий вывод о зависимости театральной постановки от специфики психологии современного зрительского восприятия: «Всякий театр ищет своего собственного оформления, потому что современный зритель, окруженный современными предметами обихода, до известной степени приучен и в смысле слуховом и звуковом и в смысле техники к тому, чтобы видеть вещи так, а не иначе. <…> Когда вы увидите в современном городе Европы эту страшную быстроту зрительного [восприятия], переживания впечатлений, то вам станет совершенно очевидным, что размеренная греческая трагедия, рассчитанная на целый день, не подходит для нас».
В августе 1925 года поясняя в письме Дягилеву план сценария задуманного ими балета, Якулов отмечает внутреннее соответствие теме будущей постановки только что сочиненного Прокофьевым Вступления. При этом он буквально в нескольких фразах не только высказывает программные идеи о взаимоотношении музыки, хореографии и сценографии в постановке спектакля, но и даёт критический обзор иных точек зрения:

«Снаружи, в смысле внешней формы, то есть соответствия музыки с балетными движениями, удалось найти то, что я считаю единственно приемлемым в новом, а не классическом балете, и что не было понято Таировым в постановке „Жирофле“, а именно, параллелизм тем — музыкальной и балетной, а не слитность. Я говорю об отсутствии одновременности, или, вернее, единовременности тем, и сопутствии музыки лишь ритмическом, а не темповом. Такова подлинная природа танца, ибо при одной и той же музыкальной теме („По улице мостовой“ или „Лезгинке“) мы видим совершенно различные исполнения танцев и движения. Поэтому музыка должна дать всю тему сразу (как и декорация), а танец и различные характеры движения дадут развитие этой темы и её вариации. Ибо метод созвучности по тактам движения с музыкой есть дунканизм, который, как метод, при отсутствии босоножья и дилетантщины, даст старый классицизм».— Георгий Якулов
.

### Статьи об искусстве
- Дневник художника. Голубое солнце // Альциона. Альманах. Кн. 1. — М., 1914. — С. 233—239.[134]
- Принцип постановки «Мера за меру» // Вестник театра. — М., 1919. — № 47. — С. 11.
- Ещё о трёхмерности // Вестник театра. — М., 1920. — № 59. — С. 5—7.
- Из дневника художника // Рампа. — М., 1921. — № 8. — С. 4.[134]
- Из дневника художника // Искусство и труд. — М., 1921. — № 1. — С. 9.
- Значение художника в современном театре // Вестник театра. — М., 1921. — № 80—81. — С.17.
- Ars solis. Спорады цветописца Архивная копия от 3 июля 2019 на Wayback Machine // Гостиница для путешествующих в прекрасном. — М., 1922. — № 1.[134]
- Моя контратака // Эрмитаж. — М., 1922. — № 7. — С. 10—11.
- О проблеме синтеза «Восток — Запад» // Экран. — М., 1922. — № 22. — С. 13.
- Об эксцентрическом искусстве // Экран. — М., 1922. — № 31. — С. 4.
- «Синьор Формика» (о принципах оформления Гофмана) // Экран. — М., 1922. — № 31. — С. 5.
- Две постановки сезона // Театральная Москва. — М., 1922. — № 4. — С. 12; № 46. — С. 7.
- Ex oriente lux. «Вечный жид», или Второй исход евреев в Палестине // Зрелища. — М., 1923. — № 43. — С. 3.[174]
- Памяти 26‐ти // Бакинский рабочий. — Баку, 1923, 23 сентября.
- Революция и искусство (Художник Якулов о своём проекте памятника 26‐ти) // Бакинский рабочий. — Баку, 1923, 25 сентября.
- Из дневника художника // Зрелища. — М., 1923. — № 69. — С. 6.
- Блокнот художника // Рампа. — М., 1924. — № 8—21. — С. 4.[134]
- О «Лесе» Мейерхольда // Зрелища. — М., 1924. — № 72. — С. 7.
- Якулов разговаривает о мещанстве // Новая рампа. — М., 1924. — № 2. — С. 6.
- «Стенька Разин» (Ваше мнение о спектакле?) // Зрелища. — М., 1924. — № 73. — С. 5.
- Оценка художественного труда // Новая рампа. — М., 1924. — № 6. — С. 14.
- Дневник художника. «Человек толпы» // Жизнь искусства. — П.—М., 1924. — № 2. С. 9—10; № 3. — С. 7—9.[134]
- Монумент 26‐ти // Бакинский рабочий. — Баку, 1924, 25 августа.[134]
- «Поджигатели». Новый драматический театр // Искусство трудящимся. — М., 1925. — № 8. — С. 12.
- Скульптор Менделевия // Красная Нива. — М., 1925. — № 6. — С. 125.
- Суд над театральным сезоном // Новый зритель. — М., 1925. — № 19. — С. 11.
- Пути художественной культуры в ЗСФСР (Беседа с художником Якуловым) // Заря Востока. — Тифлис, 1926, 15 декабря.
- Пикассо // Огонёк. — М., 1926. — № 20. — С. 10
- О театре, кино и искусстве Закавказья (Беглые заметки) // Заря Востока. — Тифлис, 1927, 12 марта.
- Нико Пиросманишвили (Из цикла «Восток — Запад») // Заря Востока. — Тифлис, 1927, 31 марта.[134]
- «Стальной скок» С. Прокофьева // Рабис. — М., 1928. — № 25. — С. 5.[134]
- Станковизм и современность. Заметки художника Архивная копия от 18 февраля 2020 на Wayback Machine // Искусство. — М., 1929. — № 1—2. — С. 103—105.
- Парад искусств и границы театра. Лекция (1926) // Мнемозина: Документы и факты из истории отечественного театра XX века. Вып. 5. / Публ., вступ. статья и коммент. В. В. Иванова. — М.: Индрик, 2014. — С. 241—271.
- Театр и живопись (1928) // Бадалян В. Георгий Якулов (1884-1928) Художник, теоретик искусства. — Ереван: Эдит Принт, 2010.

## Галерея

### Живопись, графика
- «Кафешантан», 1906, ГТГ
- «Петухи», 1907, НГА
- «Декоративный мотив», 1907, НГА
- «Ломбардия», 1912, ГТГ
- «Бой», 1912, ГТГ
- «Бой амазонок», 1912, НГА
- «Монте-Карло», 1913, НГА
- «Цирк», 1910-е, Музей искусств Узбекистана
- «Кафешантан», 1912, НГА
- «Бар», 1915, ГТГ
- Панно для кафе «Питтореск», 1917, ГТГ
- «Негр» (панно), 1917, НГА
- «Гений имажинизма», 1920
- «Поэт Рюрик Ивнев», 1920, НГА
- «Перед зеркалом», 1920, НГА

### Театр
- Эскиз декорации к неосуществлённому спектаклю «Мистерия‐буфф», 1920, Театральный музей им. Бахрушина
- Кладбище. Эскиз декорации к неосуществлённому спектаклю «Гамлет», 1920, НГА
- Эскиз декорации к спектаклю «Принцесса Брамбилла», 1920, Музей им. Бахрушина
- Эскиз костюма Эдипа к спектаклю «Царь Эдип», 1920, НГА
- Эскиз костюмов священников к спектаклю «Иудейская вдова», 1923, Музей им. Бахрушина
- Эскиз костюма Феи к спектаклю «Принцесса Брамбилла», 1920, Музей им. Бахрушина
- Эскиз костюма страуса к спектаклю «Принцесса Брамбилла», 1920, Музей им. Бахрушина
- Эскиз карнавальных баут к спектаклю «Принцесса Брамбилла», 1920, Музей им. Бахрушина
- Эскиз костюма Арлекина к спектаклю «Принцесса Брамбилла», 1920, Музей им. Бахрушина
- Эскиз костюмов рыцарей и глашатаев к опере «Риенци», 1923, Музей им. Бахрушина
- Эскиз мужского костюма к оперетте «Жирофле-Жирофля», 1922, Музей им. Бахрушина
- Эскиз «Шествие мавров и Мурзука» к оперетте «Жирофле-Жирофля», 1922, Музей им. Бахрушина
- Эскиз костюмов Кармен и Хозе к неосуществлённому балету «Кармен», 1923, Музей им. Бахрушина
- Эскиз к костюму Формики к спектаклю «Синьор Формика», 1922
- Эскиз костюма к неосуществлённому спектаклю «Севильский обольститель», 1918, Музей им. Бахрушина